# Kurt Knoblauch
Kurt Knoblauch (Marienwerder, 10 december 1885 - München, 10 november 1952) was een Duitse SS-Obergruppenführer (luitenant-generaal). Hij was een generaal in de Waffen-SS.

## Leven
Knoblauch was de zoon van een belastinginspecteur Friedrich Knoblauch (25 september 1922 in Hamelen) en zijn echtgenote Emma, geboren Schröder.

### Militaire loopbaan
Hij behaalden zijn eindexamen aan het gymnasium in Ratzeburg. Hij trad op 23 februari 1905 als Fahnenjunker in het Niederrheinisches Füsilier-Regiment Nr. 39 van het Deutsches Heer. Op 18 augustus 1906 werd hij bevorderd tot Leutnant. Op 18 oktober 1909 werd hij overgeplaatst naar het 8. Rheinische Infanterie-Regiment Nr. 70 als Zugführer. Midden mei 1911 werd Knoblauch ter training van het bevelvoeren voor een pioniersdienst te velde voor een maand overgeplaatst naar het 1. Rheinischen Pionier-Bataillon Nr. 8. Op 1 oktober 1912 werd Knoblauch Adjudant van het IIIe bataljon. Hij werd op 17 oktober 1914 bevorderd tot Oberleutnant. Op 1 mei 1914 werd hij overgeplaatst naar het districtshoofdkwartier in Saarbrücken.

### Eerste Wereldoorlog
Na het uitbreken van de Eerste Wereldoorlog werd Knoblauch op 2 augustus 1914 compagniecommandant van het Brigade-Ersatz-Bataillon Nr. 32. Tijdens de verdere verloop van de oorlog werd hij op 18 juni 1915 bevorderd tot Hauptmann. Hij raakte meervoudig gewond en deed dienst in diverse stellingen.

### Interbellum
Knoblauch behoorde een korte tijd tot het Vrijkorps Deutsche Schutzdivision en werd in de voorlopige Reichswehr opgenomen. Eerst als compagniecommandant van de 4. MG-Kompanie, daarna als compagniecommandant van het 12. Kompanie van het Reichswehr-Schützen-Regiment 3.

### Nationaalsocialisme
Op 20 april 1933 trad Knoblauch toe tot de NSDAP. Hetzelfde jaar nog werd hij ook lid van de SA, en was tot 12 april 1935 een SA-Führer. Aansluitend trad hij toe tot de Allgemeine-SS. Hij bereikte op 24 juni 1944 de rang van een SS-Obergruppenführer. Vanaf 1935 was Knoblauch in het SS-Hauptamt actief als leidinggevende. Vanaf 1937 behoorde Knoblauch tot de staf van de plaatsvervanger van de Führer (Leiter d. Abt M u. Mobielmachungsfragen Beauftrager d. NSDAP/Stab des Stellv des Führers).
In mei 1940 werd hij tot inspecteur van de reservetroepen van de SS-Division Totenkopf (Inspekteur der Ersatzeinheiten der SS-Division Totenkopf) benoemd. Hij was eveneens een van de vertrouwelingen van Heinrich Himmler. Vanaf december 1940 was hij bevelhebber in Nederland van de Waffen-SS. Op 7 april 1941 werd hij benoemd tot lid van de Kommandostab Reichsführer-SS. In juli 1942 kreeg Knoblauch als Chef van de Amtsgruppe B in het SS-Führungshauptamt de opdracht de SS-eenheden te ondersteunen en coördinatie die toegevoegd waren aan legeronderdelen en politie. Twee jaar na zijn benoeming in het voorjaar van 1943 werd Knoblauch afgelost door Ernst Rode.

## Na de oorlog
In december 1949 werd Knoblauch door de Münchner Hauptspruchkammer als activist geclassificeerd en tot 2 jaar werkkamp veroordeeld. Een Münchner Spruchkammer wees zijn beroep in juli 1950 af en hield vast aan het eerste vonnis.
Er is verder weinig bekend over het verloop van zijn verdere leven.

## Carrière
Knoblauch bekleedde verschillende rangen in zowel de Allgemeine-SS als Waffen-SS. De volgende tabel laat zien dat de bevorderingen niet synchroon liepen.
| Datum                                              | Deutsches Heer | Reichswehr     | Sturmabteilung | Allgemeine-SS          | Waffen-SS                       | NSDAP                        |
| -------------------------------------------------- | -------------- | -------------- | -------------- | ---------------------- | ------------------------------- | ---------------------------- |
| 23 februari 1905                                   | Fahnenjunker   | —              | —              | —                      | —                               | —                            |
| 7 juli 1905                                        | Unteroffizier  | —              | —              | —                      | —                               | —                            |
| 18 november 1905                                   | Fähnrich       | —              | —              | —                      | —                               | —                            |
| 18 augustus 1906 (met Patent van 15 februari 1905) | Leutnant       | —              | —              | —                      | —                               | —                            |
| 17 februari 1914                                   | Oberleutnant   | —              | —              | —                      | —                               | —                            |
| 18 juni 1915 (met RDA van 18 juni 1916)            | Hauptmann      | —              | —              | —                      | —                               | —                            |
| 1 februari 1926                                    | —              | Major          | —              | —                      | —                               | —                            |
| 1 april 1930                                       | —              | Oberstleutnant | —              | —                      | —                               | —                            |
| 1 februari 1933                                    | —              | Oberst         | —              | —                      | —                               | —                            |
| 6 juli 1933                                        | —              | —              | SA-Mann        | —                      | —                               | —                            |
| 11 november 1933                                   | —              | —              | SA-Scharführer | —                      | —                               | —                            |
| 24 december 1933                                   | —              | —              | SA-Truppführer | —                      | —                               | —                            |
| 1 februari 1934                                    | —              | —              | SA-Sturmführer | —                      | —                               | —                            |
| 12 april 1935                                      | —              | —              | —              | SS-Sturmbannführer     | —                               | —                            |
| 15 september 1935                                  | —              | —              | —              | SS-Obersturmbannführer | —                               | —                            |
| 13 september 1936                                  | —              | —              | —              | SS-Standartenführer    | —                               | —                            |
| 12 september 1937                                  | —              | —              | —              | SS-Oberführer          | —                               | —                            |
| 30 januari 1939                                    | —              | —              | —              | SS-Brigadeführer       | —                               | —                            |
| 30 maart 1941                                      | —              | —              | —              | —                      | Generalmajor in de Waffen-SS    | —                            |
| 9 november 1941                                    | —              | —              | —              | —                      | —                               | Dienstleiter der NSDAP       |
| 30 januari 1942                                    | —              | —              | —              | SS-Gruppenführer       | Generalleutnant in de Waffen-SS | —                            |
| 20 februari 1942                                   | —              | —              | —              | —                      | —                               | Haupt-Dienstleiter der NSDAP |
| 24 juni 1944                                       | —              | —              | —              | SS-Obergruppenführer   | Generaal in de Waffen-SS        | —                            |

## Lidmaatschapsnummers
- NSDAP-nr.: 2 750 158[12][14] (lid geworden 1 mei 1933[10])
- SS-nr.: 266 653[11][2][14] (lid geworden 12 april 1935[10])

## Onderscheidingen
- IJzeren Kruis 1914, 1e Klasse (27 november 1916)[2] en 2e Klasse[13] (24 december 1914)[2]
- Herhalingsgesp bij IJzeren Kruis 1939, 1e Klasse (23 juni 1940)[2] en 2e Klasse[14] (13 juni 1940)[2]
- Ehrendegen des Reichsführers-SS[13][14]
- SS-Ehrenring[13][14]
- Erekruis voor Frontstrijders in de Wereldoorlog[13][2][14]
- Gewondeninsigne 1918 in zwart[13] op 11 december 1918[2][14]
- Ehrenwinkel der Alten Kämpfer[17]
- Friedrich August-Kruis, 1e Klasse op 11 december 1916[2]
- Friedrich August-Kruis, 2e Klasse met Band für Kämpfer met gesp "Vor dem Feinde" op 10 mei 1915[2]
- Julleuchter der SS op 16 december 1935[2]
- Kruis voor Oorlogsverdienste, 1e Klasse en 2e Klasse met Zwaarden